# Costus asteranthus
Costus asteranthus är en enhjärtbladig växtart som beskrevs av Paulus Johannes Maria Maas och Hillegonda Maas. Costus asteranthus ingår i släktet Costus och familjen Costaceae.
Artens utbredningsområde är Peru. Inga underarter finns listade.